# Pray, Piemonte
Pray är en ort och kommun i provinsen Biella i regionen Piemonte i Italien. Kommunen hade 2 113 invånare (2018).